# Äkräs
Äkräs conegut també com Ägräs o bé Ägröi o també Äyräs en la mitologia finesa i com Egres o bé Pyhä Äkräs en la mitologia careliana és considerat una divinitat de la fertilitat dels cultius i és el déu dels raves.

## Tradició oral
En el folklore es parla de la divinitat com un protector de la sembra i dels recollits també després de l'arribada i la difusió de la patata, un tubercle procedent de les Amèriques i que va arribar en les zones bàltiques i escandinaves en el segle XVI i de què a algunes qualitats van ser donats els noms de la mateixa divinitat (äkräs, äkröi i pyhä-äkräs) i, ja que la planta de la patata produeix més tubercles sota el mateix matoll, l'idea de la fertilitat de la divinitat va ser associada també als bessons.

## Literatura
En el Dauidin Psalttari de Mikael Agricola del 1551 Egres és descrit com aquell que dona pèsols, mongetes, raves, cols, lli i cànem i, encara que Agrícola l'esmenta com una divinitat careliana, la mateixa divinitat és coneguda també a Finlàndia occidental amb el nom d'Äyräs.
Sigfridus Aronus Forsius en la versió poètica i llatina de la llista d'Agrícola cita Egres com aquell que ha donat lli, mongetes i raves.